# S-Lang
S-Lang — программная библиотека для создания приложений на платформах Unix, Windows, VMS, OS/2 и Mac OS X. Библиотека также реализует собственный язык сценариев S-Lang. Разработка S-Lang была начата в 1992 году Джоном Дэвисом. Первым приложением, использующим S-Lang, стал текстовый редактор JED. Библиотека выпускается под лицензией GNU General Public License.
Приложения, использующие S-Lang:
- Cfdisk
- JED
- Lynx
- Midnight Commander
- Mutt
- Slrn